# 萧远山
萧远山，在金庸小說《天龍八部》故事結構中扮演重要角色。蕭峯之父。
萧远山身材魁梧，相貌堂堂。曾师从汉人学武，武功極高，已经达到出神入化的地步。與喬峰、慕容博、鳩摩智被視為天龍四絕，為金庸小說中武功絕頂的高手之一。

## 概述
蕭遠山在故事中貫穿全文，武功極高，委實令人駭怖萬分，難以想像。
蕭遠山屬契丹皇后家族中人，自幼隨漢人師父習武，智光大師曾説他的武功屬遼國第一，只怕連大宋（雁門關大戰那年）也沒多少人（只有寥寥幾人）能及得上。是遼周皇后屬珊大帳的親軍總教頭，並且很得蕭太后的賞識，受遼國太后信任，任屬珊軍總教頭。
蕭遠山致力於宋遼睦鄰修好，每每勸阻遼帝用兵動武，深得宋遼兩國士民的愛戴。
蕭遠山帶妻子回雁門關省親時，卻遭到被姑蘇慕容氏慕容博陷害、引致中原二十一名武林高手的埋伏與圍殺，蕭遠山以一己之力大敗率領羣雄的少林派掌門人「伏虎羅漢」玄慈方丈（帶頭大哥）與丐幫幫主「劍髯」汪劍通，並殺死「萬勝刀」王維義，「地絕劍」黃山鶴雲道長、山西大同府「鐵塔」方大雄和江西「杜氏三雄」等十七名武林高手。
書中一述：
“二十一人齊上，敵人卻只有一個。那遼人雙臂斜兜，不知用什麼擒拿手法，便奪到了我們兩位兄弟的兵刃，跟著一刺一劈，當場殺了二人。他有時從馬背上飛縱而下，有時又躍回馬背，兔起鶻落，行如鬼魅。不錯，他真如是個魔鬼化身，東邊一衝，殺了一人；西面這麼一轉又殺了一人。有人頭顱四肢橫飛，有人活生生被撕開。只片刻之間，我們二十一人之中，只剩下四人，智光大師飛到了樹上，趙錢孫嚇暈了過去，帶頭大哥及汪劍通也被點中穴道。”
因妻子被殺，痛不欲絕的蕭遠山破了不殺漢人的誓言，並殉情落崖自殺，留下孤兒蕭峯。
落崖未死後的蕭遠山為了報仇開始藏在少林寺旁，摸清了寺中藏經閣的情況，裝扮為黑布蒙面，只露出一雙冷電般的眼睛的黑衣大漢，經常潛入閣中抄錄武功秘笈，但因武功極高，因此幾乎從不被少林僧人（除掃地僧外）發覺。
同時此後蕭遠山開始性情大變，變得瘋狂殺人，作惡多端，性情變得冷酷，性格變得尤為孤辟和古怪，一年難得與人說一兩句說話。並恨上雁門關大戰的帶頭大哥少林派方丈玄慈，認為他故意害得自己家破人亡，所以目標要他身敗名裂，因此開始監視玄慈他的一舉一動。亦成為一個殺人不眨眼的大魔頭。後來又發現玄慈方丈與葉二娘有私情，並育有孩兒，不久便搶走葉二娘的兒子，即本書主角之一的虛竹（當時他尚為嬰兒），並故意把它放在少林寺旁，讓少林寺僧人撫養他長大，因為親生兒子喬峰（蕭峰）也是由少林寺教授武功，此事令葉二娘成為四大惡人之一，同時葉二娘亦開始瘋狂搶他人的嬰兒，並弄死人家的孩兒，然後把嬰兒再還給他人。
在少林寺其間，曾經和化身灰衣僧而且同樣潛入閣中抄錄武功秘笈的慕容博三度交手；第一次只是對掌，交代雙方目的；第二次蕭遠山再約灰衣僧再去試掌，兩人二度交手，拆近百餘，相約明年再會；第三次蕭遠山的掌法變幻多端，兩已拆鬥三百餘招。
蕭遠山潛伏少林三十年都是為了隱藏實力，現今習得此神功，實力比當年雁門關之時更是有過之而無不及，是個非常可怕的敵人。
後蕭峯被丐幫副幫主馬大元之妻康敏泄出契丹人的身份，遭到二流中原武林的圍攻（在聚賢莊召開會議商議）。
因救阿朱心切，蕭峯不惜自我安危，而獨闖聚賢莊，不得已大開血殺，後在危急時刻，蒙面的蕭遠山出現並救走蕭峯，而蕭遠山並未說明身份。
之後喬峰在尋找殺父母兇手的時候，蕭遠山則在背後殺死一切可能的線人及當初的參與者，甚至與喬峰有關的親人及恩師，因為惱恨他們知情不報還故意隱瞞喬峰的身世，並認為令他們變成一個漢人，以掩蓋雁門關大戰的罪行。他先殺害喬峰的養父母喬三槐和喬夫人，後先後掌殺太行山沖霄洞譚婆和趙錢孫丶殺死山東泰安單家莊把全莊男女數十口殺死等。同時使極剛猛的拳力擊死「鐵面判官」單正和之前又以內力震傷喬峰的授業恩師玄苦大師，而玄苦大師最後傷重而死，智光大師雖然服毒自盡，但蕭遠山依然在其屍身的太陽穴擊打，同時除了上述人也殺了不少得知此事或有關的人物。這一連串行動是實行他的報仇大計，令到帶頭大哥玄慈大師身邊的人一個個死去，折磨玄慈大師，然後再令他身敗名裂，只不過此舉令喬峰被眾人誤以為是他殺害上述一干人等，成為他不能在中原武林立足的原因之一。
後來得知蕭峰到雁門關查探自己的身份，於是率先抹去三十年前寫在山上關於自己的身份的文字，令蕭峰沒辦法知道自己的身份。
之後當虛竹身世在少林寺揭露時，蕭遠山出現亮明身份，接著慕容博、慕容復父子與蕭遠山、蕭峯父子相遇，雙方欲血殺對方，此時掃地僧出現，先後將慕容博與蕭遠山打至斷氣作龜息之眠，再透過陰陽互濟讓他們化解對方的內傷起死回生，摒棄戾氣的兩人至此明白家國讎恨、生死離別都如夢境，方才放棄仇恨、大徹大悟，皈依三寶，不再過問世間恩怨。
最後蕭遠山之子蕭峯因深陷忠義兩難而以斷箭自盡，而慕容博之子慕容復因執迷復國之夢而變成瘋子。

## 影視形象

### 劇集
- 石堅、梁家仁：香港無綫電視《天龍八部》（1982年）
- 黃日華：香港無線電視《天龍八部》（1997年）
- 張謙、胡軍：江蘇省廣播電視總台、九洲音像出版公司聯合出品《天龍八部》（2003年）
- 梁家仁、鍾漢良：中國華策影視、東陽大千影視聯合出品《天龍八部》（2013年）
- 孫瑋、楊佑寧：中國新麗傳媒《新天龍八部》（2021年）

### 電影
- 甄子丹：《天龍八部之喬峰傳》（2023年），邵氏公司